# Estació de trens d'Heisdorf
L'Estació de trens d'Heisdorf (en luxemburguès:  Gare Heeschdref; en francès: Gare de Heisdorf, en alemany:  Bahnhof Heisdorf) és una estació de tren que es troba a Heisdorf, al centre de Luxemburg. La companyia estatal propietària és Chemins de Fer Luxembourgeois. L'estació està situada en el ramal ferroviari de la línia 10 CFL, que connecta la ciutat de Luxemburg amb el centre i nord del país.

## Servei
Heisdorf rep els serveis ferroviaris pels trens de Regionalbahn (RB) amb relació a la línia 10 CFL entre Luxemburg i Diekirch.